# Argyra bimaculata
Argyra bimaculata är en tvåvingeart som beskrevs av Van Duzee 1925. Argyra bimaculata ingår i släktet Argyra och familjen styltflugor. Inga underarter finns listade i Catalogue of Life.